# Exorcismul de la Sinagoga din Capernaum

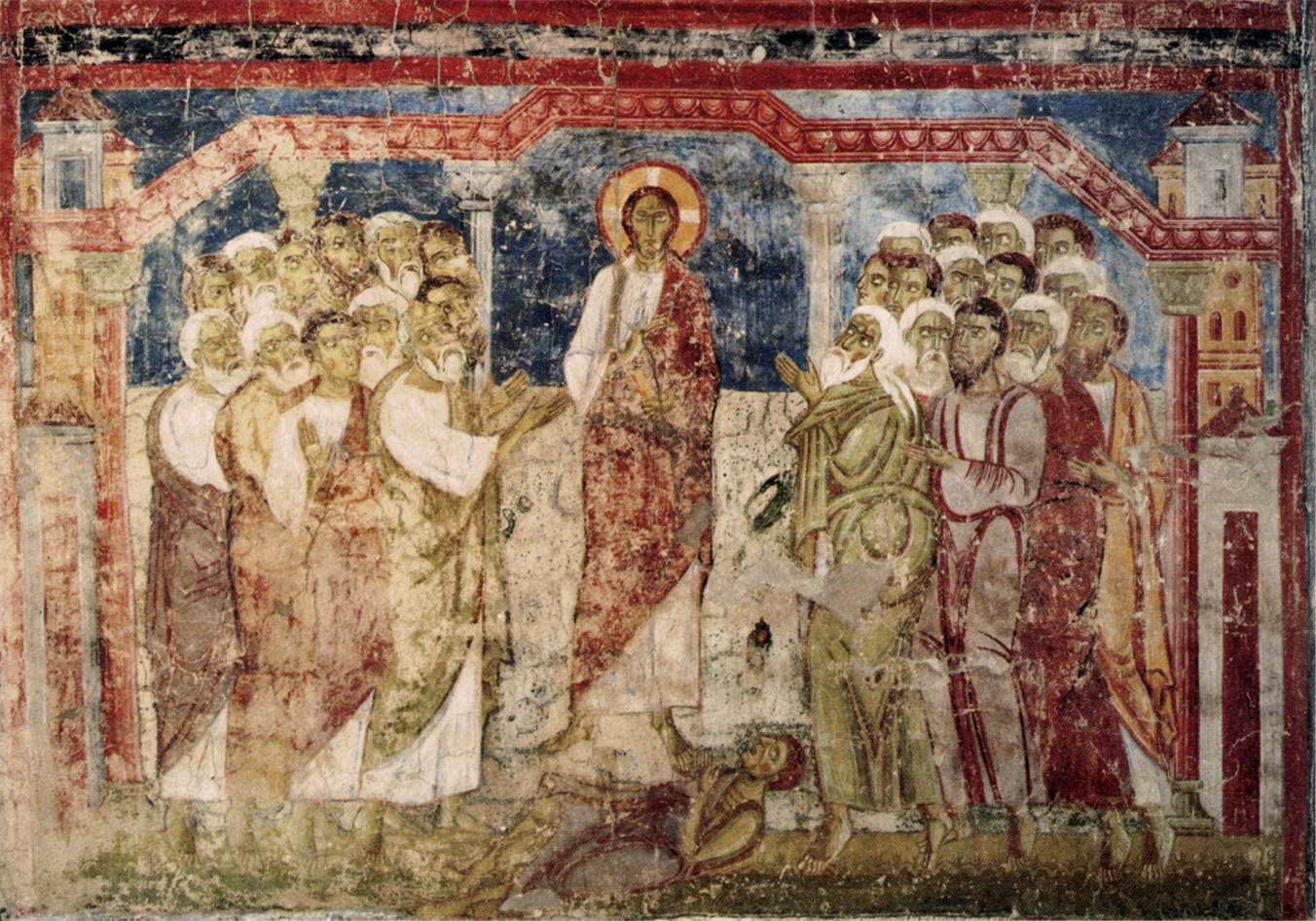
Frescă din sec. al XI-lea cu tema Exorcismul de la Sinagoga din Capernaum.

Exorcismul de la Sinagoga din Capernaum este una din minunile lui Iisus, consemnată în Evanghelia după Marcu (1:21-28) și în cea după Luca (4:31-37).
Potrivit evangheliilor, Iisus și ucenicii săi au mers de Sabat (sâmbăta) la Capernaum și Iisus a început să predice. Oamenii erau uimiți de învățăturile sale, pentru că el le predica ca unul care avea putere și nu ca învățătorii legii. Se afla acolo un om posedat de un duh necurat, care striga tare: "Ce ai cu noi, Iisuse din Nazaret? Ai venit să ne distrugi? Te știm cine ești — Sfântul lui Dumnezeu!"
"Taci!" a spus Iisus cu asprime. "Ieși din el!"
Duhul cel necurat a scuturat omul cu violență și a ieșit din el scoțând un țipăt.
Oamenii erau așa de uimiți că se întrebau între ei: "Ce este aceasta? O învățătură nouă și cu putere! El le poruncește duhurilor necurate și acestea îl ascultă." Vestea despre el s-a răspândit cu repeziciune în întreaga regiune a Galileii.